# Там, де співають раки (роман)
Там, де співають раки (англ. Where the Crawdads Sing) — детективний роман про дорослішання, який написала американська зоологиня Делія Овенс 2018 року. Історія розгортається у двох часових лініях, які поступово переплітаються. Перша лінія розповідає про життя та пригоди дівчинки Кайї, яка зростає в самотності серед боліт Північної Кароліни. Друга часова лінія зосереджується на розслідуванні ймовірного вбивства Чейза Ендрюса – місцевої знаменитості з Берклі-Коув, вигаданого прибережного містечка в Північній Кароліні. Станом на квітень 2023 року було продано понад 18 мільйонів примірників книги. Екранізація роману вийшла у липні 2022 року.

## Сюжет

### Частина I: Болото
У 1952 році шестирічна Кая спостерігає, як її мати покидає чоловіка-алкоголіка. Поки Кая марно чекає на повернення матері, вона бачить, як її старші брати та сестри йдуть. Батько спалює одяг і картини матері.
Наодинці з батьком Кая вчиться ловити рибу. Він віддає їй свій рюкзак для її колекції черепашок і пір'я. Не вміючи ні читати, ні писати, Кая малює об’єкти, болотяних істот і береги акварелями, які залишила її мати.
Одного разу Кая знаходить у поштовій скриньці лист від матері та залишає його батькові. Він спалює листа. Чоловік повертається до пияцтва і їздить у далекі поїздки, щоб пограти в азартні ігри. Зрештою йому не вдається повернутися. Вона виживає завдяки садівництву та торгівлі свіжими мідіями й копченою рибою, за це отримує гроші та пальне від Джампіна, темношкірого чоловіка, який володіє автозаправною станцією біля човнової пристані. Вона приятелює з Джампіном і його дружиною Мейбл, яка збирає для неї пожертвуваний на доброчинність одяг.
Жителі Берклі-Коув називають її «Болотяною дівчиною». В єдиний день, коли вона йде до школи, школярі сміються з неї; дружина пастора називає її «мерзенною» і «брудною». Однак вона приятелює з Тейтом Вокером, який рибалить на болоті. Коли одного разу Кая губиться, Тейт везе її додому на своєму човні. Через багато років він дарує їй пір’я рідкісних птахів, а потім навчає її читати й писати. Між ними зав'язуються романтичні стосунки, поки Тейт не йде в коледж. Він обіцяє повернутися, але їде, не попрощавшись.

### Частина ІІ: Болото

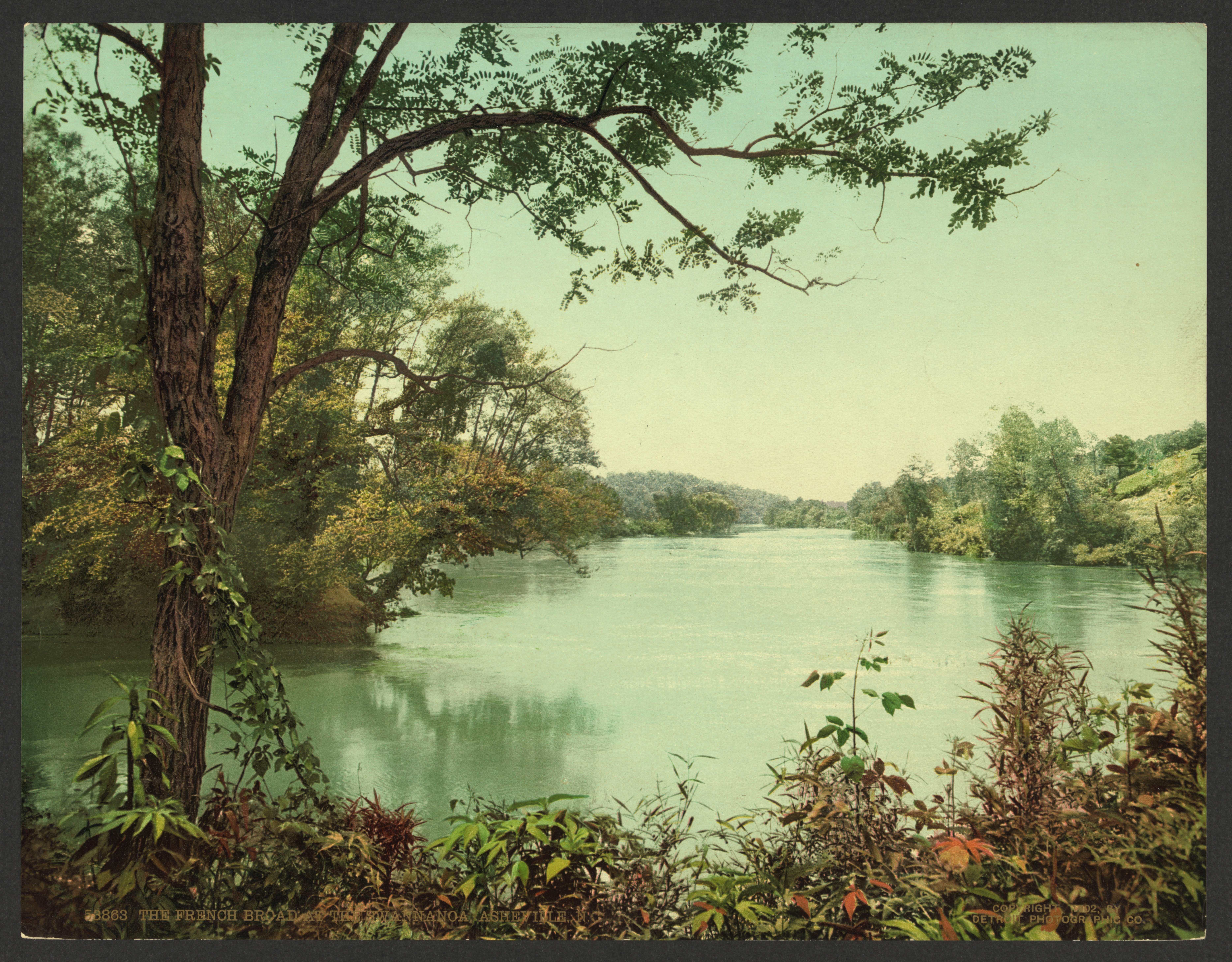
Дія роману Делії Овенс розгортається на болоті Північної Кароліни, подібному до зображеного вище.

Чейз Ендрюс, зірковий футбольний захисник і плейбой Берклі-Коув, запрошує 19-річну Каю на пікнік і намагається зайнятися з нею сексом. Пізніше він просить вибачення, і між ними зав'язуються романтичні стосунки. Він показує їй покинуту пожежну вежу, і вона дає йому намисто з мушлі, яку він знайшов під час пікніка, нанизаної на нитку з сириці. Вона вірить обіцянкам Чейза одружитися, і вони займаються сексом у дешевому мотелі. Ці стосунки закінчуються, коли вона бачить у газеті, що він заручений.
Тейт, який закінчив коледж, провідує Каю і намагається перепросити за те, що залишив її. Вона відкидає його, але пускає у свою хижину. Він вражений її колекцією черепашок. Він закликає її видати довідник про них, що вона й робить, а також ще один про морських птахів. На ці гроші вона сплачує податки та лагодить свій будинок. Її брат Джоді, який зараз служить в армії, повертається і повідомляє, що їхня мати була психічно хворою і померла від лейкемії два роки тому. Він каже, що не знає, де інші брати та сестри. Він радить Каї дати Тейтові другий шанс, а потім йде.
Пізніше, відпочиваючи в бухті, Чейз стикається з Каєю. Виникає суперечка; Чейз нападає на неї й намагається зґвалтувати. Вона відбивається і погрожує його вбити, якщо він не дасть їй спокій. Свідками зустрічі є двоє рибалок. Кая боїться, що повідомляти про напад буде марно, оскільки місто звинуватить її в тому, що вона «надто розпущена». Наступного тижня вона бачить, як Чейз підпливає до її хижини; вона ховається, поки він не піде.
Каю запрошують зустрітися з її видавцем; вона їде на автобус, щоб зустріти його. Після того, як вона повертається наступного дня, Чейза знаходять мертвим під пожежною вежею, без слідів чи відбитків пальців поблизу через приплив. Шериф підозрює, що це вбивство. Він збирає суперечливі свідчення. Він дізнається, що намиста з мушлі, яке Кая подарувала Чейзу, не було при ньому, коли знайшли тіло, хоча він носив його тієї ночі, коли помер. Свідки бачили як Кая покидає Берклі-Коув перед вбивством, а потім повертається наступного дня після смерті Чейза. На куртці Чейза були червоні волокна вовни від капелюха Каї. Переконавшись, що вона винна, шериф заарештовує її за вбивство першого ступеня.
На суді наводять лише суперечливі та непрямі докази. Адвокат Каї спростовує аргументи прокуратури, оскільки немає доказів того, що Кая була біля пожежної вежі в ніч смерті Чейза. Присяжні визнають її невинною. Вона повертається додому і мириться з Тейтом. Вони живуть разом у її халупі, поки вона мирно не помре у своєму човні у віці 64 років. Пізніше, шукаючи заповіт Каї, Тейт знаходить приховану скриньку з деякими її старими речами. Він знаходить вірш, який натякає на вбивство Чейза, і намисто, яке носив Чейз. Тейт спалює вірші та нитку з сириці, перш ніж кинути мушлю на пляж. Кая похована на ділянці біля хатини.

## Основні теми

### Раки
Слово «crawdads» у назві книжки — це американське сленгове слово для раків. Ці ракоподібні не вміють співати, але коли мати заохочує Каю досліджувати болото, вона часто каже: «Йди якомога далі — туди, де співають раки». Коли Тейт також використовує цю фразу, Кая запитує її значення, і він відповідає: «Просто означає далеко в кущах, де тварини дикі, вони все ще поводяться як тварини». Мати Овенс використовувала цю фразу, коли була дитиною. «Crawdad» — це регіональний термін, і успіх книги викликав зростання кількості запитів про значення цього слова в Інтернеті.

### Фантазія про дівчину природи
Адріан Гортон у The Guardian описує книжку як «фантазію твердості й чистоти», що пропонує «спокусливу суміш романтики, таємничого вбивства й дикого дорослішання». Він коментує, що є дві часові рамки: таємниче вбивство та історія про те, як Кая росте сама в дикій природі. На його думку, конструкція книги продумана не дуже добре: зокрема, «неправдоподібний поворотний кінець... нівелює майже все, що було раніше, якщо подумати про це понад дві секунди». Крім того, він пише, що книга розглядає складнощі у стосунках, фізичні випробування та расизм лише як «фон», віддаючи перевагу її «центральній фантазії про дівчину з природи, яка покладається лише на себе». Марк Лоусон, також у The Guardian, називає Каю «яскравою й оригінальною персонажкою», зазначаючи, що авторці вдається показати, як Кая використовує розрахунок та інстинкт, щоб «потрапляти в труднощі та виходити з них», здебільшого уникаючи пастки зробити з неї супергеройку. Він коментує, що роман про дорослішання може бути сентиментальним, але цій тенденції протистоїть кримінальна частина цього роману.

### Поведінка тварин

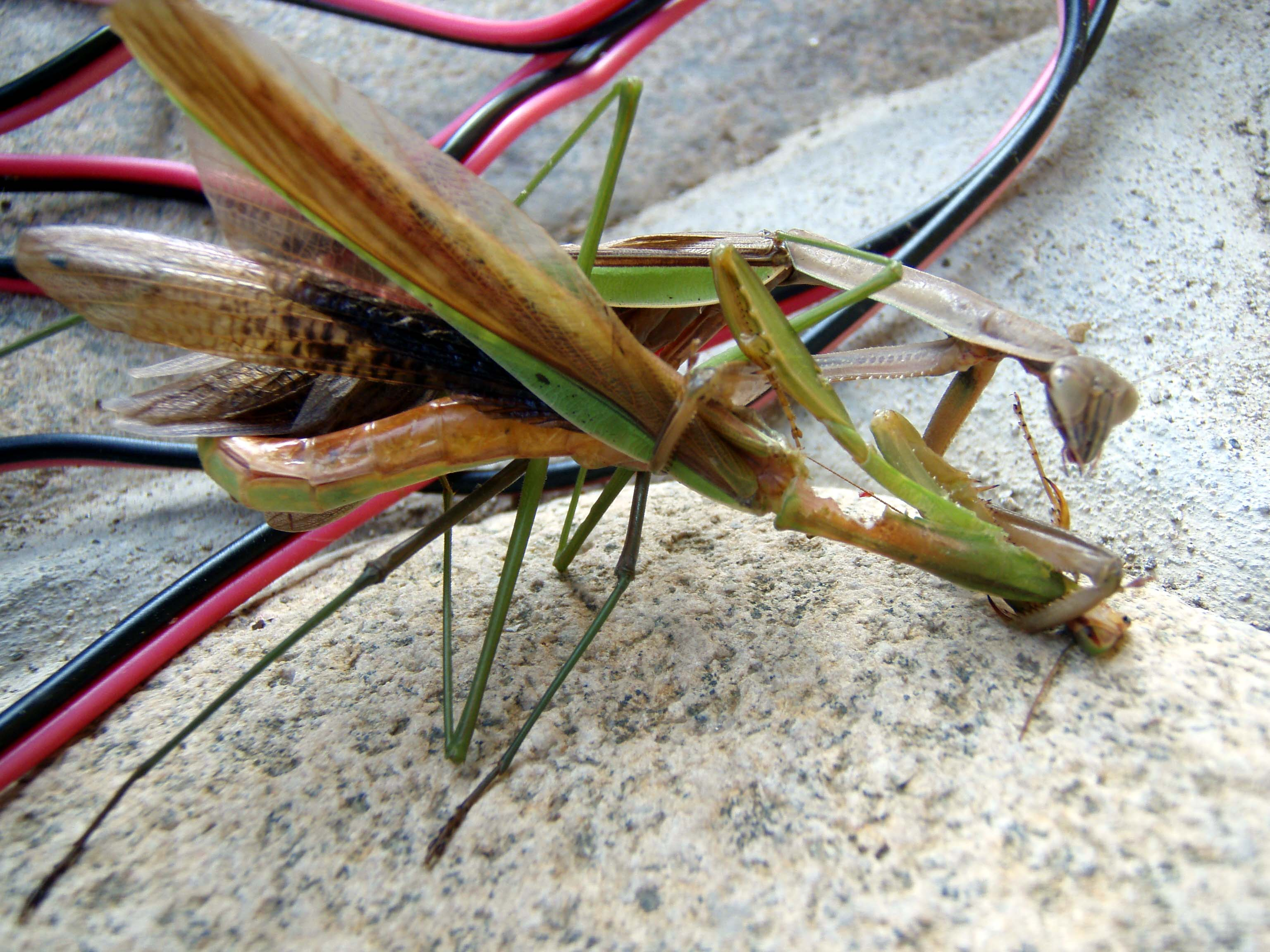
Статевий канібалізм : самка богомола з’їдає свого партнера, як Овенс описує в книзі

Тема етології, яка є професією Делії Овенс, вивчення поведінки тварин, є наскрізним у книжці. Кая читає про етологію, зокрема статтю «Підлі лохи», з якої вона дізнається про самок світлячків, які використовують свій закодований миготливий світловий сигнал, щоб заманити самця іншого виду на смерть, і про самок богомола, які заманюють самця та починають їсти голову та грудну клітку партнера, поки його черевце все ще злягається з нею. Лоусон коментує, що це «напрочуд розширює» троп документального фільму про дику природу на задньому плані, у той час, як персонажі займаються насильством або сексом. Він додає, що біологічні «анекдоти витають як метафори поведінки чоловіків у цій історії».
|  | Самки світлячків приваблюють дивних самців нечесними сигналами і з'їдають їх; самки богомолів поїдають своїх власних партнерів. Самки комах, подумала Кая, знають, як поводитись зі своїми коханцями. Оригінальний текст (англ.) Female fireflies draw in strange males with dishonest signals and eat them; mantis females devour their own mates. Female insects, Kya thought, know how to deal with their lovers.:274 |

### Кримінальна історія

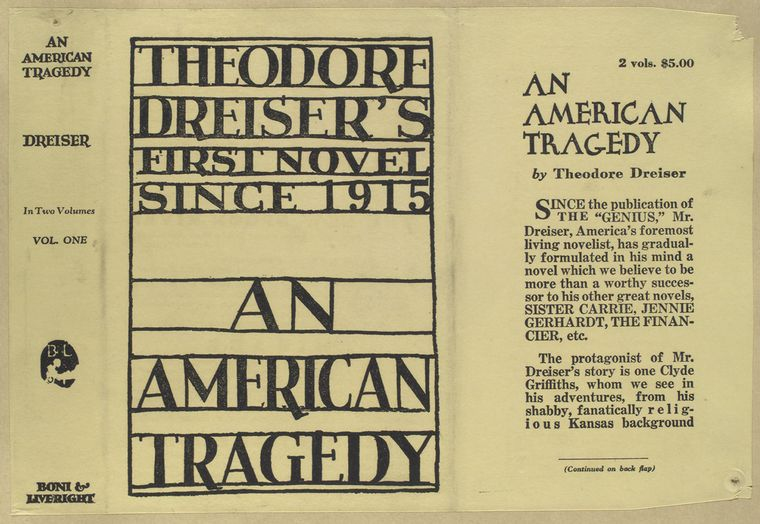
«Там, де співають раки» порівнюють із романом Теодора Драйзера Американська трагедія (1925)

Лоусон порівнює роман «Там, де співають раки» з романом Теодора Драйзера «Американська трагедія» 1925 року. На його думку, розповідь про «соціальну конкуренцію та насильницьку смерть» нагадує перероблення цієї мелодраматичної оповіді з поєднанням напруги та точних соціальних деталей.
Кажуть, що деякі аспекти життя Каї та вибір оповіді роману, зокрема його ставлення до темношкірих персонажів, нагадують час перебування Овенс в Замбії, де її, її тодішнього чоловіка та його сина все ще розшукують для допиту у справі про вбивство можливого браконьєра, яке зафіксовано на плівку в репортажі ABC News 1996 року. Овенс не є підозрюваною, але вважається можливою свідкою, співучасницею змови або  пособницею. Лос-Анджелес Таймс зазначає, що роман «здається, черпає натхнення з [її] власної причетності до вбивства 1995 року», описуючи історію її перебування в Замбії як «бурхливе минуле».

## Прийняття
14 серпня 2018 року видавництво GP Putnam's Sons видало «Там, де співають раки», дебютний роман Овенс.  У вересні того ж року книжку обрали для Книжкового клубу Різ Візерспун і вона ввійшла до списку найкращих книг 2018 року за версією Barnes & Noble.
Станом на грудень 2019 року було продано понад 4,5 млн примірників книги, і вона стала найбільш продаваною друкованою книгою року серед усіх творів для дорослих 2019 року — як художніх, так і нехудожніх. Вона очолила список бестселерів художньої літератури The New York Times 2019 року та бестселерів художньої літератури The New York Times 2020 року. До лютого 2022 року книжка 150 тижнів була в списку бестселерів. До квітня 2022 року книга розійшлася тиражем у 12 млн примірників; до липня 2022 року 15 млн примірників; і до квітня 2023 року — 18 млн примірників, що робить її однією з найбільш продаваних книг усіх часів.

## Екранізація
Екранізація роману вийшла в прокат 15 липня 2022 року в США, прокат мав тривати до 22 липня 2022 року. Фільм отримав неоднозначні відгуки від критиків, які високо оцінили гру Едгара-Джонса та операторську роботу, але вважали загальний тон фільму непослідовним. Прийняття глядачів було позитивнішим, і фільм став успішним у прокаті, зібравши 144,3 млн доларів у всьому світі при бюджеті 24 млн доларів.

## Переклад українською
2022 року у видавництві «Віват» вийшов український переклад роману, перекладачка — Ольга Жильникова.